# Izdajavec
Izdajavec je zgodovinska povest slovenskega pisatelja Franca Valentina Slemenika.
Delo je nastalo pred letom 1870, prvo izdajo pa je doživelo šele po avtorjevi smrti, leta 1873, v okviru Mohorjeve družbe. Ponatis je izšel leta 1907.

## Povzetek
Povest se začenja leta 1558 v Ljubljani, v hiši duhovnika Gregorja. Vsi se pripravljajo na slavnostno poroko Gregorjeve nečakinje Lavre z graščakom Vitom z Visokega. V hiši se nenadoma pojavi vitez Vovk in zaprosi za Lavrino roko. Lavra in Gregor ga zavrneta, zato se želi maščevati. Ko se vesela druščina z mladoporočencema podaja na Visoko, vitez, skrit v gozdu, strelja na Gregorja in Vita, a mu spodleti. V svoji hudobnosti se ne poskuša maščevati samo Lavri in Gregorju, ampak tudi bratu Stanislavu, ki ga že od otroštva dalje sovraži. Po bratovi smrti ukrade njegovo oporoko in si tako prilasti Stanislavov grad. Njegovo ženo Marijo napodi na cesto, sina Milana pa preda ciganom. Pri tem mu ves čas pomaga Lukež Vohač, najdenček ciganskega rodu. Ker je Vovku prvi poskus maščevanja spodletel, sklene slovensko vojsko, ki jo vodi hrabri Vit, predati Turkom. Odpravi se v Bosno k turškemu poveljniku Ferrat-begu, od katerega zahteva, da se Vit nikdar več ne sme vrniti domov. Slovenska vojska je poražena, Vit pa odgnan v turško suženjstvo. S tem uresniči del maščevanja, ostane samo še stric Gregor, ki ga neko noč ugrabi in odpelje v svoj grad Zavrh. Zapre ga v klet, v kateri naj bi umrl od lakote. Kmalu zatem Lavri sporoči, da je Vit mrtev, hkrati pa jo zaprosi za roko. Ker ga Lavra ponovno odbije, ji pokaže ponarejeno pismo, v katerem Vit sporoča, da je Vovkov dolžnik; ker dolga v zastavljenem času ni povrnil, mu pripada grad. Maščevanje je tako popolno. Toda Vit, odgnan v suženjstvo, si v tem času pridobi prijatelja, s katerim pobegne. Na poti prideta v roke morskim roparjem, a ju reši mlad kapitan in odpelje na svoj dom v Dubrovnik. Vit po svetinjici, ki jo njegov rešitelj nosi okrog vratu, spozna, da je našel Stanislavovega sina Milana. Mlada ciganka ga je pred sedemnajstimi leti iz strahu pred drugimi cigani izročila dobri dubrovniški družini. Srečni, da so spet skupaj, se podajo domov. Medtem v Zavrhu hlapci po naključju najdejo strica Gregorja in ga rešijo smrti. Starček hitro okreva in se odpravi k Lavri. Na poti sreča Vita in Milana. Družina je tako spet skupaj. Vitez Vovk ne najde več miru in si sodi sam.